# Genut
Genut är ett berg i Armenien.   Det ligger i provinsen Ararat, i den centrala delen av landet, 60 kilometer sydost om huvudstaden Jerevan. Toppen på Genut är 1 896 meter över havet.
Terrängen runt Genut är huvudsakligen kuperad, men norrut är den bergig. Terrängen runt Genut sluttar söderut. Runt Genut är det ganska tätbefolkat, med 70 invånare per kvadratkilometer.. Närmaste större samhälle är Aghavnadzor, 14,1 kilometer öster om Genut. 
Trakten runt Genut består i huvudsak av gräsmarker.